# 雲片糕
云片糕又名雪片糕，是江苏地区传统糕类美食。其名称是由片薄、色白的特点而来的。其特点质地滋润细软，犹如凝脂，能久藏不硬，在制作上很为讲究，如炒糯米粉，一般要贮藏半年左右，以去其燥性；对绵白糖的选择也较严格；至于糕的切片要求也很高，每条糕块（长22厘米）一般要切140片左右。